# Sabatieria vasicola
Sabatieria vasicola är en rundmaskart som beskrevs av Vitiello 1970. Sabatieria vasicola ingår i släktet Sabatieria och familjen Comesomatidae. Inga underarter finns listade i Catalogue of Life.